# District Tsoentinski
District Tsoentinski (Russisch: Цунти́нский райо́н) is een district in het zuidwesten van de Russische autonome republiek Dagestan. Het district heeft een oppervlakte van 1327 vierkante kilometer en een inwonertal van 18.282 in 2010. Het administratieve centrum bevindt zich in Kidero.
Bestuurlijk centrum: Machatsjkala

Steden: Boejnaksk · Chasavjoert · Dagestanskieje Ogni · Derbent · Izberbasj · Joezjno-Soechokoemsk · Kaspiejsk · Kiziljoert · Kizljar

Districten: Achtynski · Achvachski · Agoelski · Akoesjinski · Babajoertovski · Boejnakski · Botlichski · Chasavjoertovski · Chivski · Choenzachski · Dachadajevski · Derbentski · Dokoezparinski · Gergebilski · Goembetovski · Goenibski · Kajakentski · Kajtagski · Karaboedachkentski · Kazbekovski · Kiziljoertovski · Kizljarski · Koelinski · Koemtorkalinski · Koerachski · Lakski · Levasjinski · Magaramkentski · Nogajski · Novolakski · Oentsoekoelski · Roetoelski · Sergokalinski · Sjamilski · Soelejman-Stalski · Tabasaranski · Taroemovski · Tljaratinski · Tsjarodinski · Tsoemadinski · Tsoentinski